# Windsor Castle (Schiff, 1790)
Die HMS Windsor Castle war ein 98 Kanonen tragendes Schiff der britischen Royal Navy. Sie wurde als Linienschiff zweiten Ranges eingestuft und von Deptford Dockyard gebaut. Dort lief das Schiff am 3. Mai 1790 vom Stapel. In den Napoleonischen Kriegen wurde sie in der Seeschlacht  bei Genua und in der Seeschlacht bei Kap Finisterre eingesetzt.

## Seeschlacht bei Genua
In der Seeschlacht von Genua am 14. März 1795 segelte die Windsor Castle mit ihrem Kommandant John Gore in dem britischen Geschwader unter Vizeadmiral William Hotham. An Bord befand sich außerdem der Konteradmiral Robert Linzee. Die britische Flotte, die drei Geschwader unter je einem Vizeadmiral umfasste und aus 24 Schiffen bestand, begegnete der Französischen Armada, die rund 20 Schiffe umfasste, bei Genua im heutigen Italien. Während der Schlacht, die die Briten gewannen, wurden auf der Windsor Castle 6 Menschen getötet und außerdem 30 verwundet.

## Schlacht bei Kap Finisterre
In der Seeschlacht bei Kap Finisterre am 22. Juli 1805 kämpfte die Windsor Castle mit Kapitän C. Boyles in der britischen Flotte gegen eine spanisch-französische Flotte, die den Engländern überlegen war. Durch die weit bessere Flottenführung des britischen Vizeadmirals Sir Robert Calder konnten die 15 englischen Schiffe die 20 gegnerischen ohne große Verluste besiegen. Auf der Windsor Castle wurden 10 Seeleute getötet und 35 verletzt. In der Takelage riss allerdings vieles und auch mehrere Stengen wurden beschädigt.

## Verbleib
Im Jahr 1814 wurde die Geschützzahl der Windsor Castle auf 74 reduziert. Damit gehörte sie jetzt zu den Linienschiffen dritten Ranges. 1839 erfolgte der Abbruch des Schiffs.